# Чиста вода — джерело життя (біметалева монета)
«Чи́ста вода́ — джерело́ життя́» — пам'ятна біметалева монета зі срібла і золота номіналом 20 гривень, випущена Національним банком України, присвячена одній із першооснов життя на Землі — воді. Монети мають привернути увагу суспільства до бережливого ставлення до природних багатств, зокрема річок, озер, морів.
Монету введено в обіг 25 травня 2007 року. Вона належить до серії «Інші монети».

## Опис монети та характеристики
| Номінал грн. | Метал          | Маса, г                                                          | Діаметр, мм | Якість виготовлення | Гурт                 | Тираж, штук |
| ------------ | -------------- | ---------------------------------------------------------------- | ----------- | ------------------- | -------------------- | ----------- |
| 20           | золото, срібло | 14,8: метал вставки — Au 916 — 5,81 метал кільця — Ag 925 — 8,42 | 31,0        | пруф-лайк           | секторальне рифлення | 3 000       |

### Аверс
На аверсі монети у внутрішньому колі зображено круги, що розходяться на поверхні води від краплі, у верхній частині кола — наступну краплю. По зовнішньому колу розміщено: малий Державний Герб України (ліворуч), рік карбування монети — 2007 (праворуч), написи — «НАЦІОНАЛЬНИЙ БАНК УКРАЇНИ» (угорі), номінал — «20 ГРИВЕНЬ» та логотип Монетного двору Національного банку України.

### Реверс
На реверсі монети у внутрішньому колі зображено символічну композицію — людина та водоспад. По зовнішньому колу розміщено напис — «ЧИСТА ВОДА — ДЖЕРЕЛО ЖИТТЯ».

## Автори

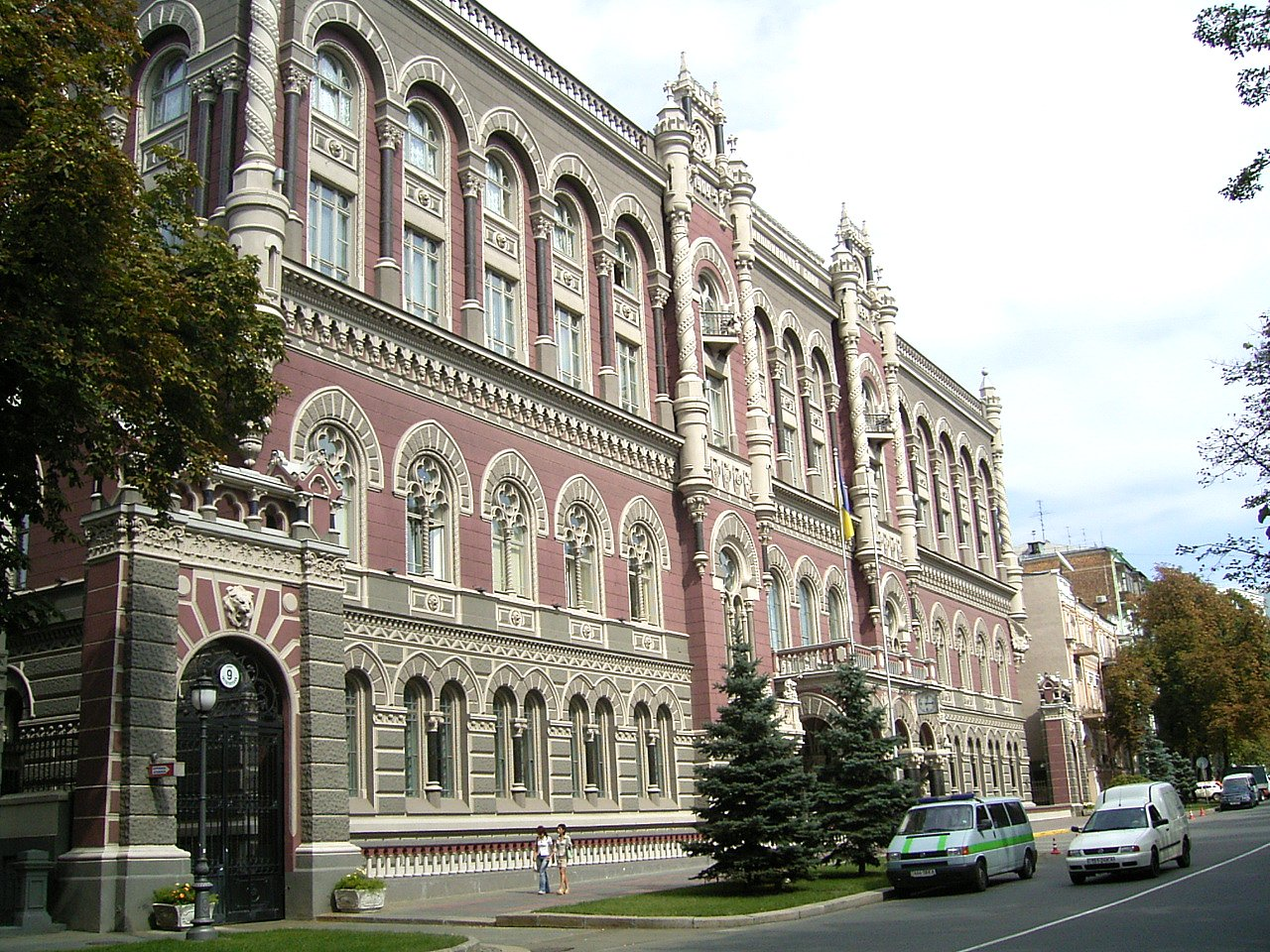
Будівля Національного банку України

- Художники: Таран Володимир, Харук Олександр, Харук Сергій.
- Скульптор — Чайковський Роман.

## Досягнення
Перемога в номінації «Унікальне ідейне рішення» на Міжнародному конкурсі пам'ятних монет «Монетне сузір'я — 2008» (Росія, Москва).

## Вартість монети
Ціна монети — 3547 гривень, була вказана на сайті Національного банку України у 2011 році.
Фактична приблизна вартість монети, з роками змінювалася так:
| Рік        | 2010  | 2011  | 2012  | 2013  | 2014  | 2015  | 2016  | 2017  | 2018  | 2019  | 2020  | 2021   | 2022   | 2023   | 2024   | 2025   |
| ---------- | ----- | ----- | ----- | ----- | ----- | ----- | ----- | ----- | ----- | ----- | ----- | ------ | ------ | ------ | ------ | ------ |
| Ціна, грн. | 3 000 | 3 600 | 3 600 | 3 000 | 2 700 | 5 850 | 6 500 | 7 000 | 7 000 | 6 700 | 9 300 | 10 800 | 10 500 | 17 300 | 19 000 | 27 500 |